# Neubabylonisches Gesetzesfragment
Als neubabylonisches Gesetzesfragment wird die keilschriftliche Inschrift einer Tontafel bezeichnet, die sich heute im British Museum (Inventarnummer BrM 82-7-14,988) befindet und vor allem bei der Erforschung altorientalischen Rechts eine Rolle spielt. Der akkadische Text ist auf beiden Seiten der Tontafel in je drei Kolumnen niedergeschrieben und besteht seinem Inhalt nach aus Rechtssätzen. Deshalb wird das neubabylonische Gesetzesfragment häufig als einziger neubabylonischer Vertreter zu den altorientalischen Rechtssammlungen gezählt, unterscheidet sich von den anderen Texten dieser Gattung, wie etwa dem Codex Ḫammurapi, jedoch in der Einleitungsformel der Rechtssätze. So werden im neubabylonischen Gesetzesfragment die Rechtssätze durch amēlu ša („Ein Mann, der …“) anstelle des sonst üblichen šumma … (wenn …) eingeleitet. Eine genaue Datierung des Textes ist nicht möglich, allerdings wird aufgrund paläographischer und linguistischer Beobachtungen davon ausgegangen, dass der Text spätestens im 6. Jahrhundert v. Chr. entstanden ist, wahrscheinlich als Schülerabschrift.
Inhaltlich beschäftigen sich die Rechtssätze mit Feldrechten (§§ 1–7) sowie mit dem Ehe- und Erbrecht (§§ 8–15). Zwischen diesen beiden Sinnabschnitten steht der Vermerk „dīnšu ul qati ul šaṭir“ (Seine Bestimmung ist nicht abgeschlossen und nicht geschrieben). Da beim Vergleich mit grob zeitgleichen Rechtsurkunden deutlich wird, dass der Text zumindest damals gültiges Recht wiedergibt, wurde der juristische Charakter des Textes kontrovers diskutiert. So hielt Mariano San Nicolò das neubabylonische Gesetzesfragment etwa für den Teil eines neubabylonischen Gesetzbuches, während andere es für den Entwurf eines solchen hielten. Inzwischen hat sich jedoch die Ansicht, dass es sich um einen Übungstext eines Schülers handelt, der eventuell einer heute nicht mehr bekannten Rechtssammlung entnommen wurde, weitgehend durchgesetzt.